# TriQuint Semiconductor
TriQuint Semiconductor fue una empresa de semiconductores que diseñó, fabricó y suministró módulos de RF de alto rendimiento, componentes y servicios de fundición. La compañía fue fundada en 1985 en Beaverton, Oregón antes de mudarse a la vecina Hillsboro, Oregón . En febrero de 2014, RF Micro Devices, con sede en Greensboro, Carolina del Norte, y TriQuint anunciaron una fusión en la que la nueva compañía sería Qorvo, Inc., con la fusión completada el 1 de enero de 2015.

## Historia
TriQuint Semiconductor comenzó su vida a mediados de la década de 1980 como subsidiaria de Tektronix . En 1985, los fundadores realizaron un concurso para encontrar un nombre para la empresa. La entrada ganadora rindió homenaje al arseniuro de galio en el que se fundó la compañía. * Tri, del griego para "un prefijo que significa tres, tres, tres" y quint, del latín para "un conjunto o secuencia de cinco" significa literalmente 3-5. 3-5 se refiere a la ubicación de los elementos galio y arsénico en la tabla periódica . Se sabe que los elementos en las columnas tercera y quinta de la tabla periódica, incluido el nitrógeno que se encuentra en GaN, tienen propiedades conductoras especiales, excelentes para producir semiconductores compuestos. Alan Patz fue el primer director ejecutivo (CEO) de la compañía, sirviendo desde 1985 hasta 1991. 
En 1988, el grupo central que trabajaba en la escisión tuvo que decidir si querían continuar trabajando bajo Tektronix como GaAs SBU o si querían aventurarse por su cuenta. Este grupo central se reunió en una habitación de hotel en el Greenwood Inn en Beaverton, Oregón, y decidió que iban a usar su experiencia para comenzar la compañía que eventualmente se convertiría en TriQuint. 
En 1991, Gazelle Microcircuits, Gigabit Logic y TriQuint se fusionaron bajo el nombre TriQuint. El objetivo de la empresa fusionada era producir componentes para teléfonos móviles y otros dispositivos de comunicación. El 15 de mayo de 2001, TriQuint y Sawtek Inc. anunciaron que las dos compañías se fusionarían. Sawtek fabricó productos basados en ondas acústicas de superficie, y con la fusión, TriQuint pudo incorporar su tecnología en sus productos. Patz dejó el cargo de CEO en 1991 y Bert Moyer asumió en mayo como CEO interino, sirviendo hasta septiembre cuando Steve Sharp se convirtió en el líder permanente de la empresa. 
En 2002, TriQuint adquirió el negocio de semiconductores GaAs de Infineon como parte de una asociación entre las dos compañías para crear productos juntos,  seguido a fines de 2002, con la adquisición de una gran parte del negocio de optoelectrónica de Agere Systems. También en 2002, Steve Sharp renunció como CEO y Ralph Quinsey asumió el cargo. TriQuint luego vendió la Unidad de Negocio de Optoelectrónica TriQuint creada a partir de esta adquisición a CyOptics en 2005.
En temprano 2005, TriQuint adquirido TFR Tecnologías, localizados en Curva, Oregón.  TriQuint Adquirido la compañía para incorporar su trabajo en bulk ola acústica (BAW) productos a su trabajo propio. El 4 de septiembre de 2007, TriQuint completado la compra de Inc. de Dispositivos de la Cumbre para incorporar su trabajo en ancho de banda de banda ancha a sus productos. Esto estuvo seguido por la adquisición de WJ Comunicaciones Inc. completó el 23 de mayo de 2008, para adquirir su RF productos.
La compañía resolvió una demanda de inversionistas en 2009 por acusaciones de retroceso indebido de opciones sobre acciones . TriQuint acordó pagar casi $ 3 millones en honorarios de abogados del demandante para resolver el caso, pero mantuvo que la compañía no hizo nada malo.  También ese año, la compañía comenzó una disputa de patentes con su rival Avago Technologies sobre los filtros de ondas acústicas, que finalmente se resolvió en 2012 con las compañías que acuerdan otorgar licencias cruzadas entre las compañías. En general, TriQuint gastó alrededor de $ 20 millones en el caso.  Para el año fiscal 2010, los ingresos de la compañía habían aumentado a $ 878.7 millones, con alrededor del 25 por ciento de los ingresos provenientes del fabricante por contrato de Apple Computer, Foxconn . Después de varios trimestres de pérdidas, la compañía registró ganancias para su tercer trimestre en 2013. TriQuint anunció en febrero de 2014 que se fusionaría con RF Micro Devices . La fusión se completó el 1 de enero de 2015, con la nueva compañía llamada Qorvo. TriQuint había cotizado en el NASDAQ como TQNT antes de la fusión. 

## Productos

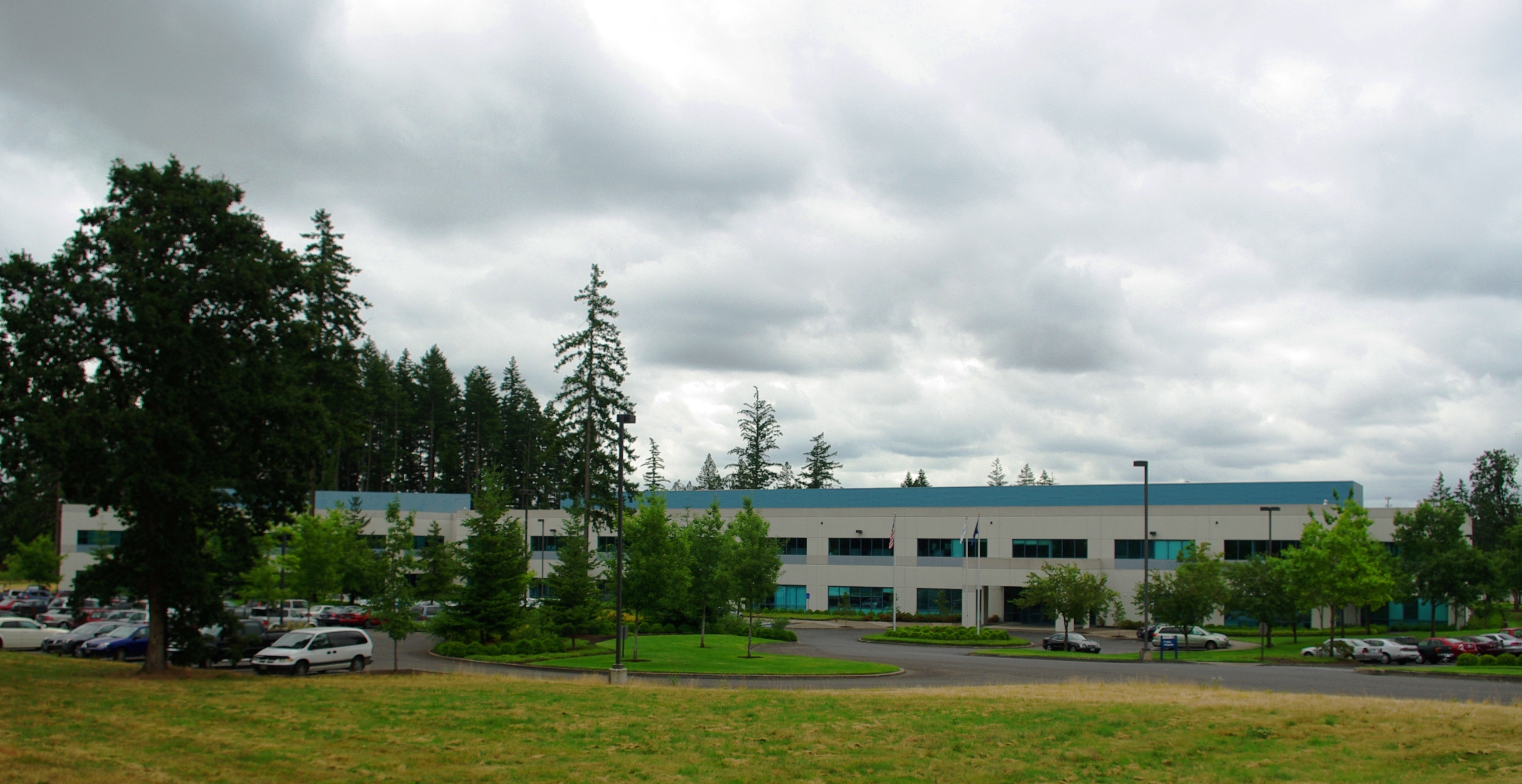
Sede de compañía anterior en Hillsboro

TriQuint Semiconductor creó productos estándar y personalizados que utilizan tecnologías de arseniuro de galio, ondas acústicas de superficie (SAW) y ondas acústicas a granel (BAW). Estos procesos fueron creados para ser utilizados en muchos dispositivos diferentes. En los teléfonos inalámbricos, TriQuint creó muchos componentes, incluidos amplificadores de potencia (PA), módulos amplificadores de potencia (PAM), interruptores pHEMT, filtros SAW y BAW, módulos de filtro, módulos de interruptores de antena (ASM) y módulos frontales (FEM). Sus chips se utilizaron en la fabricación del iPhone y iPad de Apple, Palm Pre, Android G1 de HTC y el lector Kindle de Amazon, entre otros productos de consumo.
La tecnología GaAs y SAW de TriQuint se utilizó dentro de muchas estaciones base . Para dispositivos de comunicaciones de banda ancha, TriQuint creó y produjo controladores de moduladores ópticos, amplificadores de transimpedancia (TIA), atenuadores, filtros de Bessel y amplificadores de bajo ruido (LNA). Los productos de TriQuint también fueron utilizados por los militares.
TriQuint también ofreció servicios de fundición, permitiendo a TriQuint fabricar sus propios productos. Además, la compañía permitió a las compañías de semiconductores sin fábrica utilizar sus instalaciones para la fabricación. 
- Lista de empresas con sede en Oregón
- Bosque de silicio